# نواف القطان
نواف القطان (7 فبراير 1979 -)، مذيع وممثل كويتي. بدأ العمل الفني في التمثيل ثم اتجه إلى تقديم البرامج في قناة الراي، في عام 2004 وذلك بتقديم برنامج رايكم شباب, وفي 2007 قدم برنامج تراي بذات القناة، وفي عام 2009 قدم برنامج مسائي. كما أنه له مشاركة في التمثيل. وهو متزوج وله من الأبناء ريان ولمار.

## أعماله

### تقديم البرامج
- رايكم شباب (قناة الراي).
- تراي (قناة الراي).
- السندباد (قناة الراي).
- ورد وهيل (قناة الراي).
- اوتوستراد (قناة الراي).
- بنك ديل (قناة الراي).
- مسائي (قناة الراي).
- أحلى الليالي (قناة فنون).

### أعماله التمثيلية

#### من المسلسلات
- قلوب متحجرة.
- سيدة البيت.
- امرأة تبحث عن المغفرة.

#### من المسرحيات
- فايتي وسبيدي.
- حسان والأميرة أشجان.
- ناصر ومنصور.
- قرية الحب.
- بين الخيانة والحب.
- رعب في فيلكا.
- هند في الجيش.

## الجوائز
- أفضل ممثل في مهرجان «المميزون في رمضان» عن دوره في مسلسل «امرأة تبحث عن المغفرة».

## وصلات خارجية
- نواف القطان على موقع قاعدة بيانات الأفلام العربية